# Steven Strait

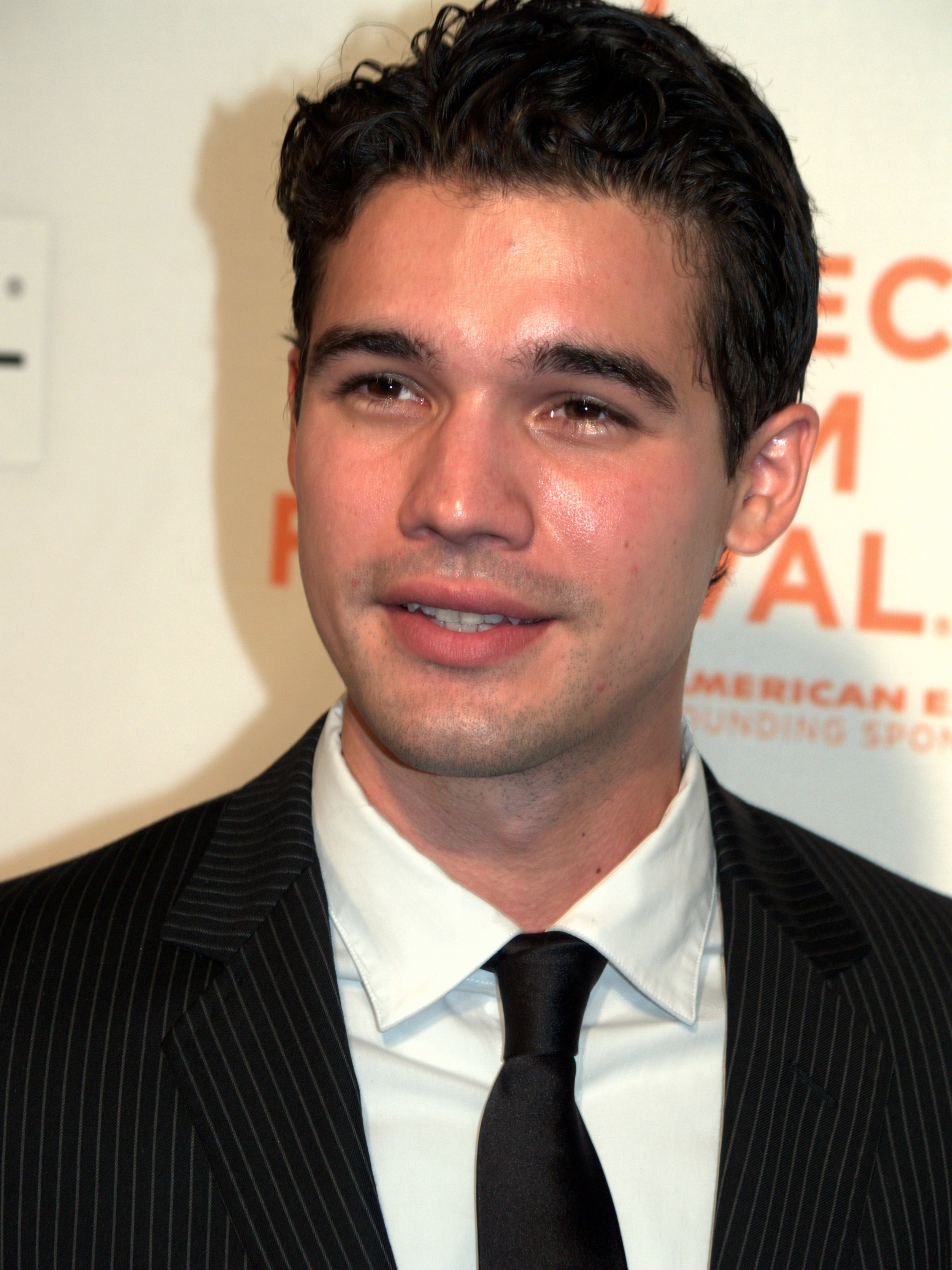
Steven Strait während der US-Premiere von Meet the Rizzos auf dem Tribeca Film Festival am 26. April 2009

Steven Strait (* 23. März 1986 in New York City, Vereinigte Staaten) ist ein US-amerikanischer Filmschauspieler, Fotomodell und Musiker.

## Biografie
Strait wuchs als ältestes von zwei Kindern in Greenwich Village auf und absolvierte die Xavier High School in Manhattan. Als Kind und Jugendlicher stand Strait als Model vor der Kamera und war in zahlreichen Modezeitschriften, darunter L’uomo Vogue und Pop, zu sehen. Zu den Fotografen, die Strait ablichteten, zählten Bruce Weber, Herb Ritts und Ellen von Unwerth.
Strait, der seit seinem elften Lebensjahr Schauspielunterricht erhielt, darunter an Stella Adlers Dramatic Workshop, zog nach seinem Schulabschluss im Jahr 2004 nach Kalifornien, um dort als Schauspieler zu arbeiten. 2005 gelang ihm mit der Filmkomödie Newcomer – Tausche Ruhm gegen Liebe der Durchbruch. Zusammen mit der Popsängerin Ashlee Simpson sang Strait das Lied Smart in a Stupid Way vom Soundtrack des Films.
Straits bislang bekanntester Streifen war der Actionfilm 10.000 B.C., der im März 2008 seine Weltpremiere feierte. Seit 2015 spielt er eine Hauptrolle in der erfolgreichen Science-Fiction-Serie The Expanse. Im März 2008 gab er seine Hochzeit mit der neun Jahre älteren Schauspielerin Lynn Collins bekannt. 2013 folgte die Scheidung. Im Jahr 2019 heiratete Strait das Model Daria Zhemkova.

## Filmografie
- 2005: Newcomer – Tausche Ruhm Gegen Liebe (Undiscovered)
- 2005: Sky High – Diese Highschool hebt ab! (Sky High)
- 2006: Der Pakt (The Covenant)
- 2008: 10.000 B.C. (10,000 BC)
- 2008: Stop-Loss
- 2009: Meet the Rizzos (City Island)
- 2010: Chase (Fernsehserie, Episode 1x09)
- 2012: After
- 2012–2013: Magic City (Fernsehserie, 16 Episoden)
- 2014: Revenge (Fernsehserie, Episoden 3x15–3x16)
- 2015–2022: The Expanse (Fernsehserie)
- 2019: Perfect Human (Life Like)
- 2024: Chicago Fire (Fernsehserie)